# Ilir Meta
Ilir Meta (Çorovoda, 1969. január 24. –) albán diplomata, szocialista politikus, 2017. július 24-e és 2022. július 24-e között Albánia köztársasági elnöke.

## Magánélete
Nős, felesége Monika Kyremadhi politikus. Három gyermekük van.

## Életpályája
Çorovodában (Skrapar) született. 
Miután a politikai közélet számára is váratlanul a szocialista Pandeli Majko kormányfő 1999. október 29-én lemondott, helyét a szintén szocialista Ilir Meta vette át. Meta nem változtatott sem elődje politikáján, sem a kabinet összetételén. Albánia folytatta a lassú építkezést, 2000 szeptemberében csatlakozott a Kereskedelmi Világszervezethez. 2002 elején Meta összekülönbözött az Albán Szocialista Párt vezetőségével, és február 22-én rövid időre ismét Pandeli Majko lett a kormányfő.
Ilir Meta 2017. július 24-e  és 2022. július 24-e között az Albán Köztársaság elnöke. 2018 júniusában Budapesten a kétoldalú kapcsolatok fejlődéséről, a határok védelméről, valamint az Európai Unió balkáni bővítéséről is tárgyalt  Orbán Viktor magyar miniszterelnökkel.
2024. október 21-én letartóztatták  korrupció, vagyonnyilatkozat elmulasztása és pénzmosás vádjával. Sali Berisha házi őrizetbe vétele után ez a második legjelentősebb politikus letartóztatása Albániában.